# Голубая обнажённая (Воспоминание о Бискре)
«Голубая обнажённая (Воспоминание о Бискре)» (фр. Nu bleu (souvenir de Biskra) — картина французского художника Анри Матисса, написанная маслом на холсте в начале 1907 года. Ныне хранится в Балтиморском художественном музее как часть коллекции Коун.
Матисс нарисовал обнажённую после того, как разбилась скульптура, над которой он работал. Позднее он всё-таки закончил эту скульптуру, получившую название «Лежащая обнажённая I (Аврора)».
Матиссу удалось поразить французскую публику на выставке Салона Независимых 1907 года своей «Голубой обнажённой». Он отправил туда её одну под названием «Картина № 3», тем самым обозначив её частью цикла своих картин, куда также входили «Роскошь, покой и наслаждение» и «Радость жизни». Она произвела сильное впечатление на Жоржа Брака и Пабло Пикассо, последнего она даже отчасти вдохновила на создание «Авиньонских девиц».
«Голубая обнажённая (Воспоминание о Бискре)» также была среди работ, произведших международную сенсацию на Арсенальной выставке 1913 года в Нью-Йорке. Картина, которую можно отнести к фовизму, вызвала споры. Так, в 1913 году чучело, напоминавшее её образ, было сожжено на Aрсенальной выставке в Чикаго, куда она переехала из Нью-Йорка. Споры вокруг «Голубой обнажённой» касались вопросов расы, межрасовых отношений и колониализма. Критики и зрители обращали внимание на невозможность определить расу фигуры в «Голубой обнажённой». В то время идентификация «другого» имела важнейшее значение для мышления колонизаторов и их программы колонизации.